# Jack Scalia
Pour les articles homonymes, voir Scalia.
Jack Scalia est un acteur américain, né le 10 novembre 1950 à Brooklyn (New York).

## Biographie
Jack Scalia a joué le rôle de Nick Terselle dans le film Lune de miel avec maman!
Il a également incarné le personnage de Nicholas Pearce dans la série télévisée Dallas (1987-1988)
et aussi Det. Nick McCarren dans la série Hollywood Beat des années 1980 avec Jay Acavone.
Il a été marié d'abord avec le mannequin Joan Rankin puis avec Karen Baldwin dont il divorce en 1996.

## Filmographie partielle

### Cinéma
- 1984 : New York, deux heures du matin (Fear City) : Nick Parzeno
- 1993 : Amore! (en) : Saul Schwartz
- 1996 : The Silencers : Rafferty
- 1996 : Dark Breed : Nicholas "Nick" Saxon
- 1997 : Under Oath : Nick Hollit
- 1998 : Hell Mountain : Garrett
- 2001 : Boys Klub : le Boss
- 2002 : Shattered Lies : Captain Sterling
- 2005 : Red Eye : Sous haute pression (Red Eye) : William Keefe
- 2006 : Complot à la Maison-Blanche   (End Game) : Le Président
- 2006 : The Genius Club (en) : le Président
- 2007 : Finishing the Game: The Search for a New Bruce Lee : Agent #1
- 2010 : Black Widow (en) : Sean
- 2010 : The Black Tulip (en) : Colonel Williams

### Télévision

#### Séries télévisées
- 1982 : The Devlin Connection (en) : Nick Corsello
- 1983 : High Performance : Blue Stratton
- 1985 : Flics à Hollywood (en) (Hollywood Beat) : Détective. Nick McCarren
- 1985 : Berrenger's (en) : Danny Krucek
- 1987 : Les Enquêtes de Remington Steele : Tony Roselli
- 1987 : À nous deux, Manhattan (I'll Take Manhattan) : Rocco Cipriani
- 1987-1991 : Dallas : Nicholas Pearce
- 1989- 1990 : Wolf (en) : Tony Wolf
- 1992 : Tequila et Bonetti : Nico Bonetti
- 1995 : Les Anges du bonheur  : Max Chamberlain
- 1995 : Pointman (en) : Connie Harper
- 1997 : Fired Up (en) : Frank Reynolds
- 2002- 2003 : La Force du destin : Chris Stamp
- 2012 : Parks and Recreation : Howard Kurtzwilder
- 2013 : The Neighbors
- 2014 : Revolution : Bill Harlow

#### Téléfilms
- 1991 : Désir mortel (Deadly Desire) : Franck Decker
- 1993 : Passion enflammée : Mike Lanahan
- 1993 : L'Affaire Amy Fisher : Désignée coupable (Casualties of Love : The Long Island Lolita Story) : Joseph "Joey" Buttafuoco
- 1994 : Beauté fatale (Shattered Image) : Brian Dillon
- 1994 :: Shadow of Obsession : Carvella
- 1994 : Beyond Suspicion : Det. Vince Morgan
- 1994 : T-Force : Lt. Jack Floyd
- 1994 : Jalousie meurtrière  : Roy Calvin
- 1995 : P.C.H : Daniel St. Germain
- 1995 : À force d'aimer (en) (Everything to Gain) : Detective Michael DeMarco
- 1998 : Mel : Bailey Silverwood
- 1999 : Morsures mortelles (Silent Predators) (TV) : Max Farrington
- 1999 : La coupable idéale : Brett Newcomb
- 2000 : Séisme imminent (Ground Zero) : Michael Brandeis
- 2003 : Vegas Dick
- 2004 : Femmes à Hollywood (en) (Hollywood Wives: The New Generation) : Michael Scorsinni
- 2005 : McBride: Anybody Here Murder Marty? : Marty Caine
- 2006 : Kraken : Le Monstre des profondeurs (Kraken: Tentacles of the Deep) de Tibor Takács : Maxwell Odemus
- 2007 : Ouragan nucléaire : Rusty
- 2012 : Jersey Shore Shark Attack : Moretti
- 2012 : Le chien qui a sauvé Noël : Tony Rowe
- 2013 : La Maison des souvenirs : John Ross